# Slint
Slint est un groupe de rock indépendant américain, originaire de Louisville, dans le Kentucky. Il est formé à la fin des années 1980. Malgré une carrière assez courte, il aura marqué l'histoire du rock indépendant et est généralement considéré comme l'un des groupes pionniers du post-rock. Depuis leur séparation en 1990, le groupe ne se réunit que très sporadiquement en concert.

## Biographie

### Débuts etTweez
Le groupe se forme sur les cendres de Squirrel Bait et se compose a ses débuts de Brian McMahan (guitare, chant), David Pajo (guitare), Britt Walford (batterie), et Ethan Buckler (basse).
En 1988, leur premier album Tweez sort de manière confidentielle (à l'époque en vinyle uniquement) sur le label Jennifer Hartman. L'album bénéficie de la production de Steve Albini (crédité de cette manière : Engineered by Some Fuckin Derd Niffer.) Les guitares et la rythmique sont puissantes, encore empreinte d'une teinte punk hardcore mais déjà une voix légèrement voilée et des morceaux largement instrumentaux peuvent préfigurer de l'évolution du groupe. Peu après la sortie de l'album, Ethan Buckler quitte le groupe pour former le groupe King Kong, et est remplacé par Todd Brashear.

### Spiderland
Le groupe se sépare en 1990. Avant la séparation, Slint signe sur le label Touch and Go Records, et sort l'album Spiderland, considéré par plusieurs critiques musicaux comme un acte fondateur du post-rock. Il introduit une musique novatrice, largement instrumentale, caractérisée par des rythmes lancinants, des mélodies déstructurées et une ambiance sombre. Des lentes montées des guitares, de la rigueur quasi mathématique de la construction des morceaux, se dégage une profonde tension soutenue par des textes énigmatiques. La pochette est une photo de Will Oldham. Le label Touch and Go Records rééditera Tweez en 1993 et sortira un EP posthume en 1994 qui contient une nouvelle version de Rhoda extrait de l'album Tweez ainsi qu'un titre inédit.
Les membres de Slint ont, par la suite, intégré de nombreux projets. David Pajo a officié sous le nom d'Aerial M, puis maintenant de Papa M, et est bassiste du groupe new-yorkais Early Man. Il est également membre de Tortoise et de Zwan. Brian McMahan constitue The For Carnation en 1996, et joua également avec Will Oldham. Britt Walford a été batteur d'Evergreen[pas clair], et des Breeders sur l'album Pod (sous le nom Mike Hunt). Ethan Buckler joue avec King Kong. Brian McMahan, Britt Walford et Todd Brashear ont participé à l'enregistrement du premier album de Palace Brothers (projet de Will Oldham) There is No one that Will Take Care of You.

### Retour et fin
Après de nombreuses années de séparation, Brian McMahan, David Pajo et Britt Walford redonnent vie à Slint lors du festival anglais All Tomorrow's Parties en 2005. Cette reformation sera suivie d'une vingtaine d'autres concerts à travers le monde.

## Discographie

### Albums studio
- 1989 : Tweez (Touch & Go)
- 1991 : Spiderland (Touch & Go)

### Singles et EP
- 1994 : Slint
- 199? : Studio Outakes (7", bootleg)
- 1994 : Glenn/Rhoda (10", Touch and Go Records)